# Луковское сельское поселение (Северная Осетия)
Лу́ковское се́льское поселе́ние — муниципальное образование в Моздокском районе Республики Северная Осетия — Алания Российской Федерации.
Административный центр — станица Луковская.

## География
Муниципальное образование расположено в центральной части Моздокского района. В состав сельского поселения входят два населённых пункта. Площадь сельского поселения составляет — 11,16 км2.
Граничит с землями муниципальных образований: Моздокское городское поселение на востоке, Киевское сельское поселение и Кизлярское сельское поселение на юге, Павлодольское сельское поселение на западе и Садовое сельское поселение на северо-западе.
Сельское поселение расположено на Кабардинской равнине в степной зоне республики. Рельеф местности преимущественно волнистый равнинный, со слабыми колебаниями высот. Вдоль долины реки Терек тянутся бугристые возвышенности. Средние высоты на территории муниципального образования составляют около 130 метров над уровнем моря. Долина реки Терек заняты густыми приречными лесами, затрудняющие подход к реке. Однако у станицы Луковской большая часть вырублена.
Гидрографическая сеть представлена в основном рекой Терек. Местность обеспечена водными ресурсами.
Климат влажный умеренный. Среднегодовая температура воздуха составляет +10,7°С. Температура воздуха в среднем колеблется от +23,5°С в июле, до -2,5°С в январе. Среднегодовое количество осадков составляет около 540 мм. Основное количество осадков выпадает в период с мая по июль. В конце лета часты суховеи, дующие территории Прикаспийской низменности.

## История
Статус и границы сельского поселения установлены Законом Республики Северная Осетия-Алания от 5 марта 2005 года № 16-рз «Об установлении границ муниципального образования Моздокский район, наделении его статусом муниципального района, образовании в его составе муниципальных образований - городского и сельских поселений и установлении их границ»

## Население
| 2002  | 2010  | 2011  | 2012  | 2013  | 2014  | 2015  |
| ----- | ----- | ----- | ----- | ----- | ----- | ----- |
| 5247  | ↘5236 | ↗5237 | ↗5322 | ↘5283 | ↗5335 | ↗5355 |
| 2016  | 2017  | 2018  | 2019  | 2020  | 2021  | 2023  |
| ↘5316 | ↘5302 | ↘5252 | ↘5206 | ↘5140 | ↗6425 | ↘6322 |
| 2024  | 2025  |       |       |       |       |       |
| ↘6296 | ↘6260 |       |       |       |       |       |

Процент от населения района — 7.69 %
Плотность — 560.93 чел./км2.

### Национальный состав
По данным Всероссийской переписи населения 2010 года:
| Народ      | Численность, чел. | Доля от всего населения, % |
| ---------- | ----------------- | -------------------------- |
| русские    | 3 581             | 68,4 %                     |
| кумыки     | 266               | 5,1 %                      |
| цыгане     | 236               | 4,5 %                      |
| осетины    | 218               | 4,2 %                      |
| корейцы    | 215               | 4,1 %                      |
| армяне     | 201               | 3,8 %                      |
| кабардинцы | 84                | 1,6 %                      |
| чеченцы    | 78                | 1,6 %                      |
| украинцы   | 53                | 1,0 %                      |
| другие     | 304               | 5,8 %                      |
| всего      | 5 236             | 100 %                      |

## Состав поселения
| № | Населённый пункт | Тип населённого пункта          | Население | Доля от населения (%) |
| - | ---------------- | ------------------------------- | --------- | --------------------- |
| 1 | Луковская        | станица, административный центр | ↗6398     | 99,7 %                |
| 2 | Луковский        | посёлок                         | ↗27       | 0,3 %                 |

## Местное самоуправление
Администрация Луковского сельского поселения — станица Луковская, ул. Усанова, 37.
Структуру органов местного самоуправления сельского поселения составляют:
- Глава сельского поселения — Минашкина Светлана Николаевна.
- Администрация Луковского сельского поселения — состоит из 7 человек.
- Совет местного самоуправления Луковского сельского поселения — состоит из 15 депутатов.